# Жабянка (Люблінське воєводство)
Жабянка (пол. Żabianka) — село в Польщі, у гміні Уленж Рицького повіту Люблінського воєводства.
Населення — 122 особи (2011).
У 1975-1998 роках село належало до Люблінського воєводства.

## Демографія
Демографічна структура станом на 31 березня 2011 року:
|          | Загалом | Допрацездатний вік | Працездатний вік | Постпрацездатний вік |
| -------- | ------- | ------------------ | ---------------- | -------------------- |
| Чоловіки | 53      | 7                  | 36               | 10                   |
| Жінки    | 69      | 9                  | 43               | 17                   |
| Разом    | 122     | 16                 | 79               | 27                   |